# Rudolf Swiderski
Rudolf Swiderski (nacido el 28 de julio de 1878 en Leipzig, fallecido el 2 de agosto de 1909 en Leipzig) fue un ajedrecista alemán. Murió prematuramente, a los 31 años de edad, justo cuando empezaba a destacar en el Ajedrez. Ganó, junto con Curt von Bardeleben y Carl Schlechter, el 14 º Kongresse des Deutschen Schachbundes (Congreso de la DSB, torneo que empieza a organizar desde 1879 la Federación Alemana de Ajedrez, creada en 1877 tras la reorganizacón de las diferentes Federaciones existentes en el país anteriormente) en Coburgo en 1904, por lo que es considerado Campeón de Alemania (no oficial ).

## Biografía
Swiderski fue hijo del empresario Philipp Swiderski. De 1892 a 1894 estudió en el König-Albert-Gymnasium, en su ciudad natal. Además de Ajedrez, estudió música. En 1896 se hizo miembro del Club de ajedrez Augustea en Leipzig.

## Trayectoria como ajedrecista
Fue 6.º en el Congreso de la DSB en Eisenach en 1896 (Hauptturnier A ), 2.º en Annaberg en 1897, quedó 7.º-8.º en Berlín en el mismo año, y logró ser 3.º-6.º en Ámsterdam en 1899. Obtuvo uno de los mejores resultados de su carrera en 1900, cuando quedó Campeón en el Hauptturnier A de Munich, un resultado que le permitió jugar posteriormente varios de los principales torneos europeos.
En 1902, fue 7.º-8.º en Hannover (13.º Congreso de la DSB, el campeón fue Dawid Janowski. En 1903, fue 8.º en Viena ( torneo temático del Gambito de rey, triunfo de Mijaíl Chigorin).
En 1904, fue 6.º en el Torneo de Ajedrez de Montecarlo (campeón, Géza Maróczy). El mismo año logró el título con Frank James Marshall también en Montecarlo, pero esta vez en el torneo temático del Gambito Rice. En ese mismo año, fue vencedor junto a Curt von Bardeleben y Carl Schlechter en Coburgo (14.º Congreso de la DSB ).
En 1905, quedó 4.º-5.º en Scheveningen (título para Marshall). Ese mismo año, fue 2.º, por detrás de Leó Fleischmann, en Barmen (Torneo B ).
En 1906, fue 13.º en Nuremberg (15.º Congreso de la DSB, triunfo para Marshall ). Ese mismo año, fue 12.º-13.º en Ostende (título para Schlechter ).
En 1907, fue 17.º en Ostende (Torneo B, los campeones fueron Akiba Rubinstein y Ossip Bernstein). En 1908, fue 12.º en Viena (triunfo conjunto de Oldrich Duras, Maróczy y Schlechter ). En el mismo año, fue 14.º-15.º en Düsseldorf (16.º Congreso de la DSB, el campeón fue Marshall ). En 1909, ganó en Leipzig.
Su mejor ranking ELO  se ha estimado en 2629 puntos, en abril de 1904, con 25 años de edad, lo que lo situaría en 16.º lugar mundial en esa fecha. Según Chessmetrics, fue el 15.º mejor jugador mundial durante tres meses, entre enero y marzo de 1904.

## Muerte prematura
Swiderski se suicidó poco después de cumplir 31 años. Según la Deutsche Schachzeitung (Revista alemana de Ajedrez ), padecía una enfermedad que le incitó a ello. Aunque algunas fuentes de referencia indican como fecha de su muerte el 12 de agosto de 1909, el Washington Post de esa mañana contiene una nota relativa a su muerte el día 11. El rotativo Evening Times de Trenton (Nueva Jersey) el 11 de agosto publicó que "El cuerpo de M. Swiderski, el destacado jugador de Ajedrez, que se suicidó el día 2 de agosto, fue encontrado en su habitación, donde se había envenenado, y posteriormente se había disparado un tiro en la cabeza. El cuerpo estaba en avanzado estado de descomposición. La fecha del suicidio se pudo determinar por una nota que él mismo dejó. Swiderski había sido recientemente condenado por perjurio en un proceso que lo involucró en un desagradable escándalo".